# Sudoměřický tunel
Sudoměřický tunel (také Tunel Sudoměřice) je železniční dvoukolejný tunel na železniční trati Praha – České Budějovice (součást IV. železničního koridoru) v úseku  Sudoměřice u Tábora – Chotoviny v km 93,240–93,670.

## Historie
Železniční trať České Budějovice – Praha byla uvedena do provozu v roce 1871 společností Dráha císaře Františka Josefa. Část tratě byla v roce 1906 zdvoukolejněna a v roce 1971 byla zahájena její elektrizace, která byla kompletně dokončena v roce 2001. V rámci modernizace IV. železničního koridoru probíhá na této trati zdvoukolejnění a úprava pro rychlost vlaků na 160 km/h (respektive až na 200 km/h). V úseku Tábor–Sudoměřice byla trať z původní délky 11,837 km zkrácena o 448 m a byl zde postaven první železniční tunel v Jihočeském kraji, Sudoměřický tunel, který je dvoukolejný v délce 444 m. Investorem stavby byla Správa železniční dopravní cesty (od roku 2020 Správa železnic) a výstavbu provedla společnost OHL ŽS, a. s. V září 2013 byla zahájena výstavba, v červnu 2014 byl tunel proražen, v březnu 2015 byla stavba dokončena a v srpnu 2015 uvedena do zkušebního provozu. Celý rekonstruovaný úsek železniční trati byl zprovozněn v červnu 2016.

## Geologie
Oblast tunelu se nachází z geomorfologického hlediska v Táborské pahorkatině, která je součástí Středočeské pahorkatiny. Hlavní horninou jsou středně až jemně zrnité pararuly.
Značná část území nad portálem je zemědělsky využívána a v jižní části u jižního portálu probíhá křížení tunelu se silnicí I/3. Nadmořská výška terénu v ose tunelu stoupá od místa jižního portálu z kóty 535 m n. m. na nejvyšší bod s hodnotou 555 m n. m. a poté se opět svažuje k místu severního portálu na kótu 543 m n. m. Výška nadloží se pohybuje od 2,7 do 18 m. Kvartérní pokryvy jsou tvořeny svahovými (deluviální) sedimenty v mocnosti 0,2 až jeden metr v zastoupení hlinitých nebo středně až hrubě zrnitých písků s příměsemi úlomků hornin nebo jemnozrnných zemin. Pod kvartérními vrstvami se nachází biotitické-sillimatické pararuly s různým stupněm zvětrání. Na trase tunelu se nevyskytovaly významnější tektonické poruchy.

## Popis
Dvoukolejný železniční tunel je ražený novou rakouskou tunelovací metodou (NRTM) ve směrovém oblouku o poloměru 2802 m, sklon ve směru jižní–severní portál je 0,86 %, výška tunelu šest metrů, osová vzdálenost kolejí je čtyři metry.

### Výstavba
V průběhu výstavby byl změněn postup výstavby v místě křížení tunelu se silnicí I/3 u jižního portálu. Vzhledem k nízké mocnosti nadloží (jen 2,7 m) a obavám o poškození vozovky tlakem injektážní směsí nebo nedostatečným proinjektováním horniny při nižším tlaku, bylo rozhodnuto o použití metody želva, tj. ražby tunelu pod zastropením. Metoda zahrnuje výstavbu částečně v otevřené jámě a vlastní ražba metodou NRTM probíhá pod provizorní klenbou. K přípravě otevřené jámy o délce 52 m, šířce 15 m a hloubce 8 m bylo 9. října 2013 vydáno rozhodnutí o uzavření silnice I/3. Následně byla vybudována otevřená jáma zabezpečená mikropiloty a pod provizorní klenbou instalovány předpínací kotvy. Byl vytvarován zemní profil želvy a uloženy separační vrstvy (fólie) a výztuž želvy. Dočasná klenba byla vybetonována v osmi blocích o celkovém objemu 750 m³ betonu. Její konstrukce byla provedena z betonu C16/20 o tloušťce 600 mm (vrchol klenby), šířka paty byla 1,5 m. Zpevněný beton byl postupně zahrnut zhutnělým zásypem a konstrukční vrstvou komunikace. Silnice I/3 byla rozšířena a osazena svodidly. Pod ochranou klenbou bylo vyraženo 49 m kaloty a pak teprve bylo odtěženo jádro. Na stěny výrubu bylo naneseno primární ostění ze stříkaného betonu o tloušťce 300 mm, dvou vrstev KARI sítí a zabezpečeno kotevními kotvami. Rozpojování horniny bylo provedeno pouze mechanickým způsobem bez použití trhacích prací.
Portálové jámy (severní a jižní) byly hloubeny ve třech etážích s postupným zajištěním jámy do hloubky 10 m jižní a 16 m severní. Svah byl stabilizován stříkaným betonem o tloušťce vrstvy 100 mm v druhé etáži a 250 mm ve třetí etáži, sítěmi a výztužnými rámy. V jižním portálu byla vybudována protiklenba.
Ražba vlastního tunelu byla rozdělena na podélné úseky s obdobnými geotechnickými vlastnostmi. Výrub byl opět zajištěn primárním ostěním (tloušťky 150–300 mm), příhradovými rámy, výztužnými sítěmi a kotevními prvky. Ražba profilu byla rozdělena na kalotu, jádro a počvu a byla prováděna pomocí trhacích prací. Definitivní ostění bylo betonováno v blocích v délce 12 m, celkem dva portálové bloky a třicetpět tunelových pasů. Minimální tloušťka ostění v klenbě je 300 mm, u hloubené části pak 600 mm. Dvacet pasů není díky příznivým geologickým podmínkám vyztuženo. U jižního portálu bylo šest pasů vybudováno s protiklenbou, ostatní pasy jsou budovány jako tunel na patkách.
Mezi vnitřní vybavení tunelu patří multikanály, které jsou po obou stranách tunelu, požární suchovod, bezpečnostní výklenky, madlo a osvětlení. V severní stavební jámě byla zbudována požární nádrž o objemu 112 m³.
U příležitosti výstavby Sudoměřického tunelu byla ražena pamětní medaile.
| událost                                  |                                     | poznámka                        | zdroj                          |
| ---------------------------------------- | ----------------------------------- | ------------------------------- | ------------------------------ |
| převzetí staveniště                      | dne 1. srpna 2013                   |                                 | [ 7 ] [ 8 ] [ 3 ] [ 9 ] [ 10 ] |
| budování severního portálu               | dne 2. září 2013                    |                                 | [ 7 ] [ 8 ] [ 3 ] [ 9 ] [ 10 ] |
| budování želvy                           | od 12. října do 10. prosince 2013   | zkrácení o pět dnů oproti plánu | [ 7 ] [ 8 ] [ 3 ] [ 9 ] [ 10 ] |
| délka raženého tunelu                    | 420 m                               |                                 | [ 7 ] [ 8 ] [ 3 ] [ 9 ] [ 10 ] |
| zahájení ražby                           | dne 5. prosince 2013                |                                 | [ 7 ] [ 8 ] [ 3 ] [ 9 ] [ 10 ] |
| ražba pod želvou                         | od 5. prosince do 10. prosince 2013 |                                 | [ 7 ] [ 8 ] [ 3 ] [ 9 ] [ 10 ] |
| prorážka                                 | dne 5. června 2014                  |                                 | [ 7 ] [ 8 ] [ 3 ] [ 9 ] [ 10 ] |
| celková délka tunelu                     | 444 m                               |                                 | [ 7 ] [ 8 ] [ 3 ] [ 9 ] [ 10 ] |
| délka tunelu s protiklenbou              | 74 m u jižního portálu              |                                 | [ 7 ] [ 8 ] [ 3 ] [ 9 ] [ 10 ] |
| nadloží                                  | 2,0–17,5 m                          |                                 | [ 7 ] [ 8 ] [ 3 ] [ 9 ] [ 10 ] |
| sklon tunelu                             | 8,6 ‰                               |                                 | [ 7 ] [ 8 ] [ 3 ] [ 9 ] [ 10 ] |
| poloměr oblouku                          | 2802 m                              |                                 | [ 7 ] [ 8 ] [ 3 ] [ 9 ] [ 10 ] |
| použitá metoda ražby                     | NRTM (kalota, jádro a počva)        |                                 | [ 7 ] [ 8 ] [ 3 ] [ 9 ] [ 10 ] |
| ražený příčný profil                     | 99,4–110,5 m²                       |                                 | [ 7 ] [ 8 ] [ 3 ] [ 9 ] [ 10 ] |
| primární ostění: tloušťka                | 200–300 mm                          |                                 | [ 7 ] [ 8 ] [ 3 ] [ 9 ] [ 10 ] |
| primární ostění: beton                   | SB C20/25-X0                        |                                 | [ 7 ] [ 8 ] [ 3 ] [ 9 ] [ 10 ] |
| definitivní ostění: zahájení betonáže    | dne 6. srpna 2014                   |                                 | [ 7 ] [ 8 ] [ 3 ] [ 9 ] [ 10 ] |
| definitivní ostění: ukončení betonáže    | dne 27. října 2014                  | severní portál                  | [ 7 ] [ 8 ] [ 3 ] [ 9 ] [ 10 ] |
| definitivní ostění: počet bloků          | 35 tunelových pasů + P1 a P2        |                                 | [ 7 ] [ 8 ] [ 3 ] [ 9 ] [ 10 ] |
| definitivní ostění: tloušťka             | 300 mm v klenbě                     |                                 | [ 7 ] [ 8 ] [ 3 ] [ 9 ] [ 10 ] |
| definitivní ostění: délka bloků          | 12 m                                |                                 | [ 7 ] [ 8 ] [ 3 ] [ 9 ] [ 10 ] |
| definitivní ostění: beton                | C 30/37 XC2 XF3                     |                                 | [ 7 ] [ 8 ] [ 3 ] [ 9 ] [ 10 ] |
| vnitřní vybavení a dokončovací práce     | duben 2015                          | ukončení                        | [ 7 ] [ 8 ] [ 3 ] [ 9 ] [ 10 ] |
| montáž železničního svršku a technologie | srpen 2015                          |                                 | [ 7 ] [ 8 ] [ 3 ] [ 9 ] [ 10 ] |